# Rica (singolo)
Rica è un singolo del rapper danese Gilli, pubblicato il 6 giugno 2017.
Il brano vede la partecipazione dei rapper danesi Kesi e Sivas.

## Tracce
Testi di Kian Rosenberg Larsson, Oliver Kesi Chambuso e Sivas Torbati.
1. Rica (feat. Kesi & Sivas) – 3:32

## Formazione
- Gilli – voce
- Kesi – voce aggiuntiva
- Sivas – voce aggiuntiva
- Hennedub – tastiera, basso, produzione

## Classifiche

### Classifiche settimanali
| Classifica (2017) | Posizione massima |
| ----------------- | ----------------- |
| Danimarca         | 2                 |

### Classifiche di fine anno
| Classifica (2017) | Posizione |
| ----------------- | --------- |
| Danimarca         | 6         |
| Classifica (2018) | Posizione |
| Danimarca         | 51        |